# Catedral Basílica de Nossa Senhora das Neves
A Catedral Basílica de Nossa Senhora das Neves é uma igreja situada no Centro Histórico de João Pessoa, capital do  estado brasileiro da Paraíba. É a sede da Arquidiocese da Paraíba.

## História
Uma Igreja Matriz dedicada a Nossa Senhora das Neves foi construída numa elevação pelos primeiros colonizadores da Paraíba em 1586. Era uma edificação simples, de taipa, que foi reconstruída nos inícios do século XVII. Em 1639, um cronista holandês, Elias Herckmans, refere-se a ela como ainda inacabada na sua Descrição Geral da Capitania da Paraíba. As obras e reformas seguiram ao longo dos séculos XVII e XVIII, sempre em meio a dificuldades econômicas.
Em 1881 a igreja começou a ser reconstruída por última vez, ganhando a forma em estilo eclético que tem atualmente, graças ao impulso do padre Francisco de Paula Melo Cavalcante. A sagração ocorreu a 1 de agosto de 1894 já com o título de Catedral, uma vez que a Diocese da Paraíba havia sido criada meses antes, em 4 de março, com sede na Igreja de Nossa Senhora das Neves.
| |  |                                                                        |
| Imagem de Nossa Senhora de Lourdes na Praça Dom Ulrico, em frente a Catedral Basílica de Nossa Senhora das Neves. |  | Altar-mor do interior da Catedral Basílica de Nossa Senhora das Neves. |

Em 1914, a diocese foi elevada ao título de Arquidiocese e Sede Metropolitana.
Em 1930, a cidade-sede (Paraíba) teve seu nome alterado, por decreto de lei nº 700 de 04 de setembro de 1930, para João Pessoa, porém, a província eclesiástica não foi mudada, permanecendo o título de Arquidiocese da Paraíba.
Durante o episcopado de Dom Marcelo Pinto Carvalheira (1995-2004), a Catedral passou por uma grande reforma e recebeu o título, em novembro de 1997 de Basílica.